# Nasoona
Nasoona es un género de arañas araneomorfas de la familia Linyphiidae. Se encuentra en el Este de Asia , Sudeste de Asia y Sudamérica.

## Lista de especies
Según The World Spider Catalog 12.0:
- Nasoona chrysanthusi Locket, 1982
- Nasoona coronata (Simon, 1894)
- Nasoona crucifera (Thorell, 1895)
- Nasoona locketi Millidge, 1995
- Nasoona nigromaculata Gao, Fei & Xing, 1996
- Nasoona prominula Locket, 1982
- Nasoona silvestris Millidge, 1995